# Vénus de Langenzersdorf
La Vénus de Langenzersdorf est une figurine du Néolithique représentant une femme nue stylisée. Elle a été découverte en 1955 à Langenzersdorf, au nord de Vienne, en Autriche. Elle est rattachée à la culture de Lengyel.

## Historique
La figurine a été découverte lors d'une fouille commandée par le Bundesdenkmalamt (de), avec l'aide du musée de Langenzersdorf. Elle a été trouvée en quatre fragments près d'un foyer, dans le contexte d'une habitation datant de la culture de Lengyel, sur le versant sud de la montagne Bisamberg, dans le district de Korneuburg, en Basse-Autriche. Le premier fragment, la cuisse droite, a été découvert le 21 décembre 1955.

## Datation
La statuette est datée d'environ 4825 av. J.-C. par la datation par le carbone 14 de la matière organique associée à la figurine dans la même couche stratigraphique.

## Description
La statuette présente le même style que la Vénus de Falkenstein, également trouvée en Basse-Autriche et d'époque comparable. Haute de 18 cm, elle a le haut du corps allongé, tandis que le bas du corps est relativement court, avec des hanches proéminentes. Ceci est souvent interprété comme un symbole de fertilité. Les bras sont étirés en position horizontale. La tête est positionnée sur un long cou et complètement abstraite, sans visage reconnaissable. Contrairement aux figurines du Paléolithique supérieur, le triangle pubien n'est pas souligné.
Les statuettes étaient faites d'argile brun foncé, mélangé à de petites pierres, puis moulées et cuites. 

## Galerie

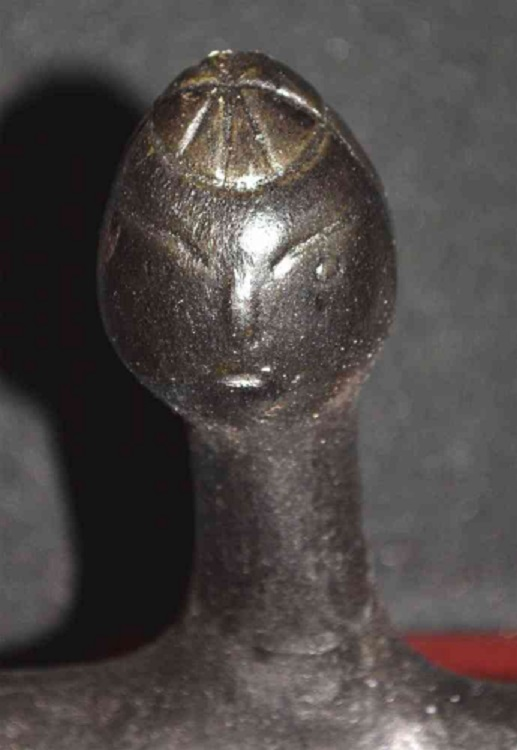
Vue du visage
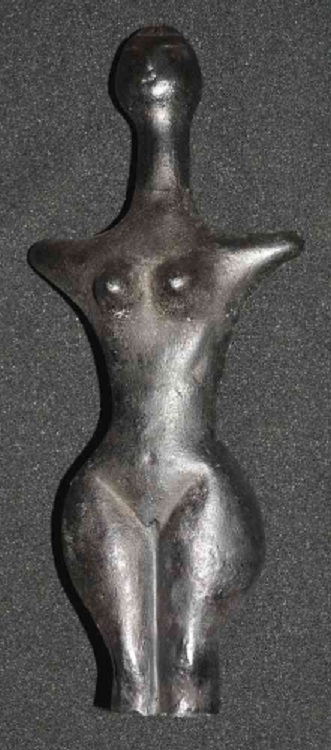
Vue de face
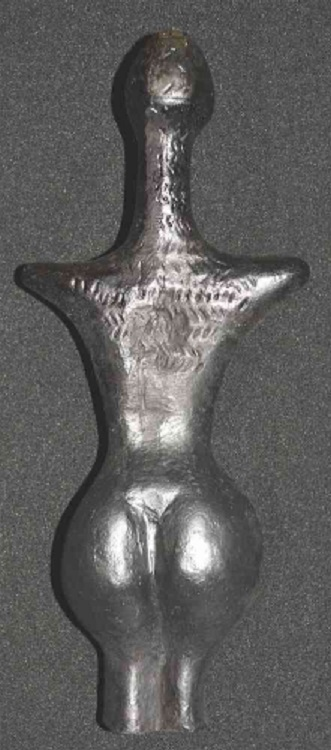
Vue de dos, on remarque la chevelure.
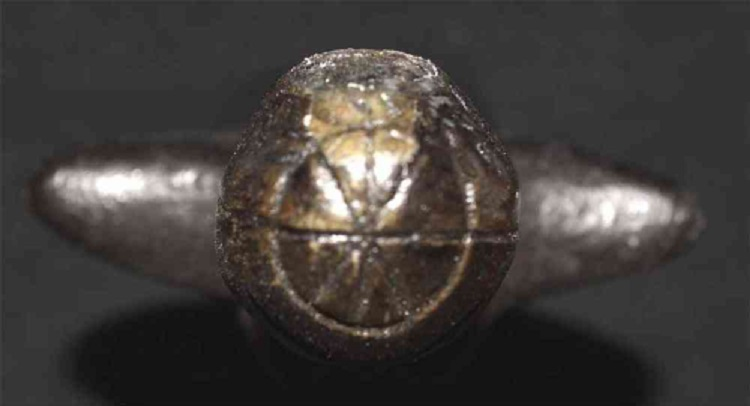
Vue de dessus

## Déclinaisons
Depuis 2000, l'image de la figurine est utilisée dans la commercialisation du vin produit localement, en Basse-Autriche.